# Ннаджи, Зик
Эзе́киль Тобе́чукву «Зик» Нна́джи (англ. Ezekiel Tobechukwu "Zeke" Nnaji; род. 9 января 2001 года в Миннесоте, штат Миннесота, США) — американский профессиональный баскетболист, выступающий в Национальной баскетбольной ассоциации за команду «Денвер Наггетс». Играет на позиции тяжёлого форварда. На студенческом уровне выступал за команду Аризонского университета «Аризона Уайлдкэтс». На драфте НБА 2020 года он был выбран под двадцать втором номером командой «Денвер Наггетс».

## Профессиональная карьера

### Денвер Наггетс (2020—настоящее время)
Ннаджи был выбран под 22-м номером на драфте НБА 2020 года командой «Денвер Наггетс». 1 декабря 2020 года подписал контракт новичка с Денвером, рассчитанный на 4 года. 28 декабря Ннаджи дебютировал в НБА, выйдя со скамейки запасных, и сыграл 4 минуты в победе над «Хьюстон Рокетс» со счётом 124—111. 9 января 2021 года Ннаджи заработал свои первые очки в НБА, набрав 2 очка, а также 1 подбор за 2 минуты в победе над «Филадельфия Севенти Сиксерс» со счётом 115—103.
22 октября 2023 года Ннаджи подписал четырехлетний контракт с «Наггетс» на сумму 32 миллиона долларов.

## Статистика

### Статистика в НБА
| Сезон   | Команда | Регулярный сезон | Регулярный сезон          | Регулярный сезон         | Регулярный сезон         | Регулярный сезон                      | Регулярный сезон                   | Регулярный сезон            | Регулярный сезон           | Регулярный сезон              | Регулярный сезон              | Регулярный сезон         | Серия плей-офф  | Серия плей-офф            | Серия плей-офф           | Серия плей-офф           | Серия плей-офф                        | Серия плей-офф                     | Серия плей-офф              | Серия плей-офф             | Серия плей-офф                | Серия плей-офф                | Серия плей-офф           |
| Сезон   | Команда | Сыгранные матчи  | Матчи в стартовой пятёрке | Количество минут за игру | Процент попаданий с игры | Процент попадания трёхочковых бросков | Процент попадания штрафных бросков | Количество подборов за игру | Количество передач за игру | Количество перехватов за игру | Количество блок-шотов за игру | Количество очков за игру | Сыгранные матчи | Матчи в стартовой пятёрке | Количество минут за игру | Процент попаданий с игры | Процент попадания трёхочковых бросков | Процент попадания штрафных бросков | Количество подборов за игру | Количество передач за игру | Количество перехватов за игру | Количество блок-шотов за игру | Количество очков за игру |
| ------- | ------- | ---------------- | ------------------------- | ------------------------ | ------------------------ | ------------------------------------- | ---------------------------------- | --------------------------- | -------------------------- | ----------------------------- | ----------------------------- | ------------------------ | --------------- | ------------------------- | ------------------------ | ------------------------ | ------------------------------------- | ---------------------------------- | --------------------------- | -------------------------- | ----------------------------- | ----------------------------- | ------------------------ |
| 2020/21 | Денвер  | 42               | 1                         | 9,5                      | 48,1                     | 40,7                                  | 80,0                               | 1,5                         | 0,2                        | 0,2                           | 0,1                           | 3,2                      | 5               | 0                         | 3,5                      | 50,0                     | 42,9                                  | 50,0                               | 0,4                         | 0,4                        | 0,2                           | 0,0                           | 2,4                      |
| 2021/22 | Денвер  | 41               | 1                         | 17,0                     | 51,6                     | 46,3                                  | 63,1                               | 3,6                         | 0,4                        | 0,4                           | 0,3                           | 6,6                      | 2               | 0                         | 4,3                      | 100,0                    | 100,0                                 | -                                  | 0,0                         | 0,0                        | 0,0                           | 0,0                           | 1,5                      |
| 2022/23 | Денвер  | 53               | 5                         | 13,7                     | 56,1                     | 26,2                                  | 64,5                               | 2,6                         | 0,3                        | 0,3                           | 0,4                           | 5,2                      | 5               | 0                         | 2,4                      | 50,0                     | 33,3                                  | -                                  | 0,4                         | 0,0                        | 0,2                           | 0,0                           | 1,0                      |
| 2023/24 | Денвер  | 58               | 0                         | 9,9                      | 46,3                     | 26,1                                  | 67,7                               | 2,2                         | 0,6                        | 0,3                           | 0,7                           | 3,2                      | 3               | 0                         | 4,7                      | 66,7                     | -                                     | 50,0                               | 0,7                         | 0,0                        | 0,0                           | 0,3                           | 1,7                      |
|         | Всего   | 194              | 7                         | 12,4                     | 51,2                     | 37,0                                  | 66,2                               | 2,5                         | 0,4                        | 0,3                           | 0,4                           | 4,5                      | 15              | 0                         | 3,5                      | 56,3                     | 45,5                                  | 50,0                               | 0,4                         | 0,1                        | 0,1                           | 0,1                           | 1,7                      |

### Статистика в NCAA
| Сезон   | Команда | Конференция | Год обучения («FR» — 1 курс, «SO» — 2 курс, «JR» — 3 курс, «SR» — 4 курс) | Сыгранные матчи | Матчи в стартовой пятёрке | Количество минут за игру | Процент попаданий с игры | Процент попадания трёхочковых бросков | Процент попадания штрафных бросков | Количество подборов за игру | Количество передач за игру | Количество перехватов за игру | Количество блок-шотов за игру | Количество очков за игру |
| ------- | ------- | ----------- | ------------------------------------------------------------------------- | --------------- | ------------------------- | ------------------------ | ------------------------ | ------------------------------------- | ---------------------------------- | --------------------------- | -------------------------- | ----------------------------- | ----------------------------- | ------------------------ |
| 2019/20 | Аризона | Pac-12      | FR                                                                        | 32              | 32                        | 30,7                     | 57,0                     | 29,4                                  | 76,0                               | 8,6                         | 0,8                        | 0,7                           | 0,9                           | 16,1                     |
| Всего   | Всего   | Всего       | Всего                                                                     | 32              | 32                        | 30,7                     | 57,0                     | 29,4                                  | 76,0                               | 8,6                         | 0,8                        | 0,7                           | 0,9                           | 16,1                     |